# Вінтроп (Айова)
Вінтроп (англ. Winthrop) — місто (англ. city) в США, в окрузі Б'юкенан штату Айова. Населення — 823 особи (2020).

## Географія
Вінтроп розташований за координатами 42°28′13″ пн. ш. 91°44′17″ зх. д. / 42.47028° пн. ш. 91.73806° зх. д. (42.470244, -91.738026).  За даними Бюро перепису населення США в 2010 році місто мало площу 2,18 км², уся площа — суходіл.

## Демографія
Згідно з переписом 2010 року, у місті мешкало 850 осіб у 346 домогосподарствах у складі 228 родин. Густота населення становила 389 осіб/км².  Було 357 помешкань (164/км²).
Расовий склад населення:
| - 98,7 % — білих - 0,2 % — азіатів - 0,1 % — корінних американців |

До двох чи більше рас належало 0,8 %. Частка іспаномовних становила 0,4 % від усіх жителів.
За віковим діапазоном населення розподілялося таким чином: 27,5 % — особи молодші 18 років, 56,5 % — особи у віці 18—64 років, 16,0 % — особи у віці 65 років та старші. Медіана віку мешканця становила 38,5 року. На 100 осіб жіночої статі у місті припадало 100,0 чоловіків;  на 100 жінок у віці від 18 років та старших — 97,4 чоловіків також старших 18 років.
Середній дохід на одне домашнє господарство  становив 66 222 долари США (медіана — 54 779), а середній дохід на одну сім'ю — 73 017 доларів (медіана — 60 417). Медіана доходів становила 42 875 доларів для чоловіків та 41 250 доларів для жінок. За межею бідності перебувало 9,9 % осіб, у тому числі 15,7 % дітей у віці до 18 років та 10,8 % осіб у віці 65 років та старших.
Цивільне працевлаштоване населення становило 479 осіб. Основні галузі зайнятості: освіта, охорона здоров'я та соціальна допомога — 25,7 %, виробництво — 23,8 %, роздрібна торгівля — 10,0 %, будівництво — 9,0 %.